# Arte
Arte (Eigenschreibweise ARTE oder arte; Abkürzung für französisch Association Relative à la Télévision Européenne „Zusammenschluss bezüglich des europäischen Fernsehens“) ist ein öffentlich-rechtlicher Rundfunkveranstalter mit Hauptsitz im französischen Straßburg. Er wird in deutsch-französischer Kooperation von den beiden Mitgliedern Arte Deutschland in Baden-Baden und Arte France in Issy-les-Moulineaux bei Paris betrieben und ist als europäische wirtschaftliche Interessenvereinigung (EWIV) organisiert. Der Sender wurde 1991 durch einen Staatsvertrag vom 2. Oktober 1990 zwischen der Französischen Republik und den damaligen zehn westdeutschen Ländern und West-Berlin gegründet und ging am 30. Mai 1992 auf Sendung.
Die Arte-Programme sind über Antenne, Kabel, Satellit und das Internet verfügbar. Zu der klassischen Fernsehausstrahlung auf Deutsch und Französisch tritt die Mediathek als eigenständige Plattform auf. Neben reinen Netzinhalten ist die Mehrheit der Sendungen hier vorab und im Anschluss an ihre lineare Ausstrahlung zu sehen. Ausgewählte Programme stehen im Netz mit Untertiteln auf Englisch, Spanisch, Polnisch und Italienisch zur Verfügung. Allerdings werden häufig zu fremdsprachigen Filmen keine deutschen, sondern nur französische Untertitel angefertigt, sodass der Zuschauer sich die Filme entweder in deutscher bzw. französischer Synchronisation oder im Original mit französischen Untertiteln ansehen kann.

## Struktur

### Allgemein
Arte ist in drei Einheiten untergliedert: Eine wird durch die zentrale Arte GEIE in Straßburg gebildet, die anderen beiden gehen durch die Mitglieder Arte France und Arte Deutschland hervor. Letztere liefern jeweils 40 Prozent der von Arte gesendeten Programme. Von der Zentrale und anderen mit Arte kooperierenden Sendern kommen die restlichen 20 Prozent der Sendungen. Arte France und Arte Deutschland unterbreiten Programmvorschläge, sind gemeinsam für die Finanzierung und die Kontrolle der Zentrale in Straßburg verantwortlich und in allen Gremien und Organen von Arte GEIE vertreten.
Der Sender finanziert sich zu 95 Prozent über den in Deutschland und Frankreich erhobenen Rundfunkbeitrag. Allerdings unterscheiden sich die Rundfunkbeiträge in den beiden Ländern deutlich. In Frankreich liegt der Beitrag bei einer Jahresgebühr von 138 Euro, wobei er lediglich von Haushalten bezahlt wird, die über einen Fernseher verfügen. In Deutschland zahlt jeder Haushalt pro Jahr 210 Euro. Das bedeutet nicht, dass Einwohner in Deutschland mehr Geld für Arte zahlen als die Franzosen, denn Arte France S.A. und Arte Deutschland TV GmbH zahlen jeweils die Hälfte des Budgets von Arte GEIE. Gemäß dem Gründungsvertrag strahlt der Sender keine Werbung aus, eine Teilfinanzierung durch Sponsoring ist jedoch zulässig.
Arte arbeitet mit einigen europäischen Partnern zusammen, die sich im Rahmen von Assoziierungsverträgen dazu verpflichtet haben, eine bestimmte Anzahl von Koproduktionen umzusetzen und gegenseitig Programme auszutauschen. Zu den assoziierten Sendern, die mit beratender Stimme in den Gremien von Arte vertreten sind, gehören: ORF (Österreich), RTBF (Belgien), TVP (Polen), SRG SSR (Schweiz), YLE (Finnland), Česká televize (Tschechien), RTE (Irland), RAI Com (Italien) sowie der Film Fund Luxembourg.

### Arte GEIE

Verwaltung von Arte in Straßburg (Siège d’Arte)

Die Zentrale der Arte GEIE, eine Körperschaft in der Rechtsform europäische wirtschaftliche Interessenvereinigung (EWIV, französisch groupement européen d‘intérêt économique), hat ihren Sitz in Straßburg und entscheidet über Programmstrategie, Programmkonzeption und Programmplanung. Sie ist für die Ausstrahlung und die Sprachbearbeitung der Sendungen sowie für die Programmpräsentation zuständig. In Zusammenarbeit mit den Mitgliedern koordiniert und gestaltet Arte GEIE die Kommunikation des Senders und koordiniert die Beziehungen mit den europäischen Partnern. Darüber hinaus werden die Nachrichtensendung Arte Journal sowie einige Themenabende und Gesprächsrunden in Straßburg produziert. Die Zentrale beschäftigt etwa 400 fest angestellte Mitarbeiter.
Seit dem 13. Oktober 2003 vereint der Gesellschaftssitz von Arte GEIE am Quai Chanoine Winterer in Straßburg in der Nähe der europäischen Institutionen alle Abteilungen der Zentrale unter einem Dach. Das Gebäude wurde von den Architekten Hans Struhk und Maechel/Delaunay/Jund entworfen und hat eine Nutzfläche von 14.350 m².
Den Eingang des Gebäudes schmückt seit 2006 der Giraffenmann, eine Plastik von Stephan Balkenhol.
Der Vorstand von Arte GEIE besteht aus vier Mitgliedern, die jeweils für fünf Jahre ernannt werden. Die Präsidentschaft wechselt mit jeder Amtszeit zwischen Frankreich und Deutschland. Aktuell sind folgende Personen im Amt:
- Präsidentin: Heike Hempel (seit 1. Januar 2025)[11]
- Vizepräsident: Bruno Patino (seit 1. Januar 2025)[11]
- Programmdirektorin: Ingrid Libercier (seit 15. Juni 2023)[12]
- Verwaltungsdirektorin: Marysabelle Cote (seit 1. Januar 2022)[13]

Den Vorsitz der Mitgliederversammlung von Arte GEIE übernahmen im Januar 2025 Jean-Dominique Giuliani und Katrin Vernau.

### Arte France
Arte France mit Sitz in Issy-les-Moulineaux im Südwesten von Paris produziert, koproduziert und erwirbt ebenfalls Programme für Arte. Das französische Mitglied hatte mit Stand von 2019 mehr als 200 feste Mitarbeiter. Gesellschafter sind France Télévisions zu 45 Prozent, die Französische Republik zu 25 Prozent, Radio France zu 15 Prozent und das Institut national de l’audiovisuel (INA) zu 15 Prozent. Arte France hat zwei Tochtergesellschaften, die Spielfilmproduktionsgesellschaft Arte France Cinéma und die audiovisuelle Verlags- und Produktionsgesellschaft Arte France Développement. Letztere gründete Arte Education und Educ’Arte, eine interaktive Mediathek, die Lehrkräften und Schülern Sendungen für alle Fächer von der Grundschule bis zum Abitur bietet. Arte Radio, ein Webradio von Arte France, stellt jede Woche neue Podcasts auf Französisch online.
Das französische Mitglied von Arte ist an dem französischen Spartenkanal France 4 beteiligt und stellt als Gesellschafter von TV5 Monde und Canal France International (CFI) auch diesen Sendern ihre Programme zur Verfügung. Darüber hinaus ist Arte France am frankokanadischen Kulturfernsehen ARTV beteiligt.
Präsident von Arte France ist Bruno Patino, Generaldirektor ist Frédéric Bereyziat.

### Arte Deutschland

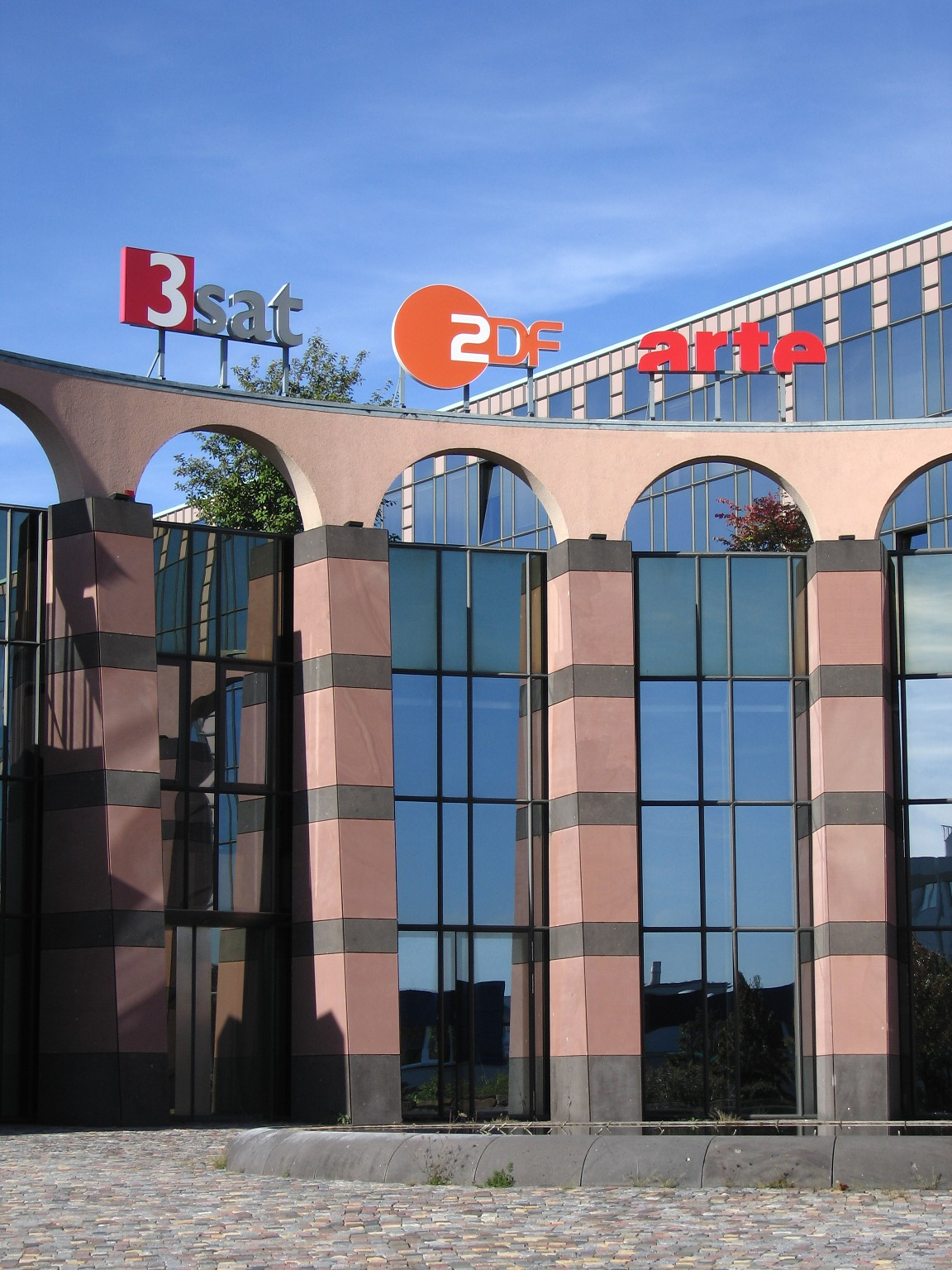
Sendezentrum 2 des ZDF in Mainz

Arte Deutschland mit Sitz in Baden-Baden produziert oder erwirbt die Programme, die von deutscher Seite zum Gesamtprogramm von Arte beigesteuert werden. Gesellschafter sind die Landesrundfunkanstalten der ARD und das ZDF. Im Gebührenfestsetzungsverfahren für den öffentlich-rechtlichen Rundfunk in Deutschland ist Arte Deutschland Ansprechpartner der Kommission zur Ermittlung des Finanzbedarfs der Rundfunkanstalten (KEF). Daneben nimmt Arte Deutschland zentrale Aufgaben im Bereich der programmbegleitenden Kommunikation in Deutschland wahr und kooperiert mit zahlreichen Kultur- und Medienpartnern.
Die Geschäftsführer von Arte Deutschland sind Markus Nievelstein und Wolfgang Bergmann. Verantwortlich für den Bereich „Programm und Kommunikation“ ist Ulla Hocker. Die Leiterin des Bereichs „Verwaltung“ ist Elke Ertz.

## Geschichte
1984 entwickelte der baden-württembergische Ministerpräsident Lothar Späth (CDU) das Konzept eines europäischen Kulturkanals. Parallel dazu entstand in Frankreich auf Initiative des Staatspräsidenten François Mitterrand (PS) der französische Kulturkanal La Sept, der 1986 gegründet wurde und 1989 seinen Sendebetrieb aufnahm. Im November 1988 bildeten die Ministerpräsidenten von Baden-Württemberg, Lothar Späth, und Rheinland-Pfalz, Bernhard Vogel (CDU), gemeinsam mit Hamburgs Erstem Bürgermeister, Henning Voscherau (SPD), eine Arbeitsgruppe zur Entwicklung eines deutsch-französischen Kulturkanals. Unterstützt wurde das Projekt von Mitterrand und Bundeskanzler Helmut Kohl (CDU). Aufbauend auf erste diesbezügliche Treffen 1985 waren Späth – seit 1987 Bevollmächtigter des Bundes für die deutsch-französischen Kulturbeziehungen – und der französische Kulturminister Jack Lang (PS) in der Folge die Verhandlungsführer der beiden Staaten. Am 2. Oktober 1990, am Vorabend der deutschen Wiedervereinigung, kam es schließlich zur Unterzeichnung eines zwischenstaatlichen Vertrags durch Vertreter der Französischen Republik und der zehn alten Bundesländer sowie West-Berlin. Er bildete die Grundlage für den europäischen Kulturkanal Arte. Die fünf neuen Bundesländer traten 1996 bei.
Am 30. April 1991 wurde in Straßburg die Arte EWIV gegründet. Gleichberechtigte Mitglieder sind die ebenfalls 1991 entstandene Koordinierungszentrale Arte Deutschland TV GmbH in Baden-Baden, an der die öffentlich-rechtlichen Fernsehanstalten ARD und ZDF zu je 50 Prozent beteiligt sind, sowie der französische Kulturkanal La Sept. Dieser hatte seit 1989 seine Sendungen über Satellit (TDF 1) sowie in einem Programmfenster des französischen Senders FR3 jeweils samstags von 15 Uhr bis Mitternacht ausgestrahlt. Mit der Gründung von Arte gab La Sept seine Sendefrequenz an den neuen Kulturkanal weiter und wurde selbst Mitglied von Arte. Seit seiner Umbenennung im Jahr 2000 heißt La Sept nun Arte France; deren Anteilseigner sind France Télévisions zu 45 Prozent, die Französische Republik zu 25 Prozent sowie Radio France und das INA (französisch Institut national de l’audiovisuel) zu jeweils 15 Prozent.
Am Abend des 30. Mai 1992 ging Arte über Satellit (TDF 1–2 und DFS1-Kopernikus) und Kabel auf Sendung. Die Eröffnungsfeier wurde live aus der Straßburger Opéra du Rhin übertragen. Zum Auftakt der terrestrischen Ausstrahlung in Frankreich sendete Arte am 28. September 1992 Der Himmel über Berlin von Wim Wenders. Arte sendete sein Hauptprogramm zunächst von 19 bis 1 Uhr, ab 1994 bis 3 Uhr nachts. Vor Beginn des Abendprogramms liefen täglich zwischen 17 und 19 Uhr Wiederholungen von Sendungen des Vortags. Die Programmschiene zwischen 17 und 19 Uhr wurde jedoch mit dem Start des KiKA am 1. Januar 1997 zunächst wieder eingestellt, da der Kindersender bis 19 Uhr auf den Satelliten- und Kabelfrequenzen von Arte im Timesharing verbreitet wurde. Erst ab Oktober 1998, mit dem Erhalt eines eigenen Sendeplatzes, liefen bereits ab 14 Uhr nachmittags Sendungen und seit 2006 ist Arte rund um die Uhr zu sehen.
Am 13. Oktober 2003 zogen alle Abteilungen der Zentrale nach Straßburg in einen neuen Gesellschaftssitz ein. Zuvor war Arte auf sieben Standorte verstreut. Das Gebäude befindet sich in unmittelbarer Nähe der Institutionen der Europäischen Union und wurde vom deutsch-französischen Architektenteam Hans Struhk und Paul Maechel konzipiert.
1996 ging Arte mit einer eigenen Webseite online. Arte ist der erste Sender, der Abrufvideos bereitgestellt hat. Mit dem Start der Mediathek – ehemals Arte+7 – seit 2007 sowie dem Livestream seit 2012, Webdokumentationen und programmergänzenden Formaten setzt Arte verstärkt auf das Zusammenwachsen von Fernsehen und neuen Medien. Die Internetangebote des Senders sind in den letzten Jahren stetig gewachsen: Parallel zum Fernsehprogramm bietet Arte Concert (ehemals Arte Live Web) seit Ende Mai 2009 regelmäßig Festivals und Konzerte live auf seiner Internetseite an. Im Februar 2011 ging anlässlich der transmediale in Berlin die Plattform Arte Creative online, die eine weitere interaktive Schnittstelle zwischen Internet und Fernsehen darstellte. Seit 2013 gab es mit Arte Future eine Plattform rund um die Themen Umwelt, Wissenschaft, Wirtschaft und Gesellschaft und 2014 ging Arte Cinema, ein Portal für Kinoliebhaber, online. Seit April 2017 gehen die Plattformen (mit Ausnahme von Arte Concert) und Arte+7 in ein und derselben Mediathek auf.
Im November 2015 erweiterte Arte sein Online-Angebot mit einer Programmauswahl mit englischen und spanischen Untertiteln. Seit November 2016 stehen Programme mit polnischen Untertiteln und seit Oktober 2018 mit italienischen Untertiteln zur Verfügung. Die Initiative wird von der Europäischen Kommission kofinanziert. Arte testet auch die Untertitel zum Teil kollaborativ von Nutzern erstellen zu lassen und nach Prüfung durch den Fernsehsender veröffentlicht werden. Die ATAA kritisierte das und befürchtet, dass die Qualität der Untertitel darunter leiden könnte. Weiter wies die Organisation darauf hin, dass dies auch rechtlich problematisch ist, weil beim ursprünglichen Untertitel die Urheberrechte des Übersetzers tangiert werden.
Am 1. Juli 2008 ging der HD-Ableger Arte HD auf Sendung, seit 14. April 2011 werden alle Filme in HD-Qualität ausgestrahlt. Am 30. Mai 2017 feierte Arte seinen 25-jährigen Geburtstag. Im selben Jahr gestaltete Arte seine Webseite arte.tv neu.
Das Jahresbudget der Zentrale Arte GEIE lag 2014 bei 127,14 Millionen Euro und 2021 bei 141,65 Millionen Euro. Die Rechnungshöfe Baden-Württemberg und Rheinland-Pfalz haben im Jahr 2015 gemeinsam die Haushalts- und Wirtschaftsführung der Arte Deutschland TV GmbH einschließlich ihrer Betätigung bei der Arte G.E.I.E. geprüft und kritisiert, „dass über 40 Prozent der von Arte Deutschland für Arte G.E.I.E. erworbenen Ausstrahlungsrechte ungenutzt verfallen“, weshalb sie ein bedeutendes Einsparpotential feststellen.
Für den Jahreswechsel 2022/2023 hat Arte angekündigt, die SD-Ausstrahlung via Satellit einzustellen und den Sender dafür in Ultra HD empfangbar zu machen.
Im Dezember 2024 wurde Arte als Vollmitglied in die Europäische Rundfunkunion (EBU) aufgenommen.

## Fernsehen

### Empfang
Der europäische Kulturkanal Arte strahlt seine Programme unverschlüsselt in ganz Europa, rund um die Uhr, über DVB-T, Kabel und Satellit und mit zwei Sprachkanälen (Deutsch, Französisch, und wenn möglich auch in Originalfassung und Audiodeskription) aus. Zusätzlich sind die Programme des Senders über Online-Streaming im Internet verfügbar.
Aufgrund der unterschiedlichen Fernsehgewohnheiten in Deutschland und Frankreich sendet Arte sein Programm in einer französischen und in einer deutschen Fassung. Der Programmablauf unterscheidet sich vor allem in der Hauptsendezeit, die in Frankreich rund eine halbe Stunde später als in Deutschland beginnt.
Europaweit sind beide Fassungen von Arte per Satellit über Astra1 (19,2° Ost) in HD empfangbar. Dabei ist die deutsche Fassung an der Senderkennung „arte“ in Kleinbuchstaben zu erkennen, während die französische Fassung „ARTE“ nur aus Großbuchstaben besteht. Die französische Fassung von Arte kann außerdem über Hot Bird (13° Ost) empfangen werden. In HD-Qualität ist die deutsche Arte-Fassung unverschlüsselt über Astra1 verfügbar. Die französische Fassung ist in HD nur über Hot Bird (13° Ost) frei empfangbar, via Astra1 ist sie hingegen verschlüsselt.
Darüber hinaus wird die französische Fassung von Arte, wie auch andere französische Kanäle, auf weiteren Satelliten verbreitet, um in allen französischen Überseegebieten empfangbar zu sein: Beispielsweise kann das Arte-Programm seit April 2010 über CanalSat Caraïbes in Martinique, Guadeloupe und Französisch-Guayana geschaut werden. 
Im Kabelfernsehen ist der Sender sowohl in Frankreich als auch Deutschland rund um die Uhr über alle Anbieter, darunter in Deutschland zum Beispiel Vodafone und Pÿur, zu empfangen. Außerdem sendet Arte auf terrestrischem Verbreitungsweg in Deutschland über DVB-T2 HD im Full-HD-Format, in Frankreich über TNT in HD.
In vielen europäischen Ländern wie in Belgien, Österreich, der Schweiz, Finnland, Spanien und den Niederlanden kann Arte über Kabel empfangen werden. In Österreich ist der Sender außerdem über DVB-T2 via simpliTV (kostenpflichtig) verfügbar.
Arte hat ein Kooperationsabkommen mit zahlreichen Fernsehsendern in Mittel- und Osteuropa, in Nordafrika sowie in Zentralasien abgeschlossen, die eine Auswahl von Arte-Programmen verbreiten. Bei öffentlich-rechtlichen Sendern in Italien, Israel und Rumänien verfügt der Sender über eigene Programmfenster.
Der Empfang des Programms ist außerdem über das Internet mittels Liveübertragung und die Online-Mediathek des Senders, möglich. 85 Prozent der Sendungen, darunter auch viele Kinofilme, können dort nach der Fernsehausstrahlung mindestens weitere sieben Tage lang kostenfrei angesehen werden. In der Vergangenheit stand die Mediathek größtenteils nur Zuschauern im deutschen oder französischen Sprachraum zur Verfügung. Für zahlreiche Programme erwirbt Arte jedoch mittlerweile europaweit die Senderechte, so dass Zuschauer aus allen Mitgliedstaaten der Europäischen Union und der Europäischen Freihandelsassoziation Zugriff auf das Online-Angebot des Senders haben. Langfristig sollen die Inhalte für alle Europäer zugänglich sein. Dazu bedarf es allerdings weiterer EU-Fördermittel. Im Jahr 2024 kam ein Fünftel der Zugriffe auf die Arte-Mediathek aus anderen Ländern als Deutschland oder Frankreich.

### Programm
Arte sendet ein Vollprogramm. Schwerpunkte sind Kultur, Europa und die Vermittlung von Informationen aus vorzugsweise ungewöhnlichen Perspektiven, beispielsweise über die Sendungen Yourope oder Das Forum der Europäer (2001 bis 2006).
Die Nachrichtensendung Arte Journal versucht die klassische Trennung zwischen Politik- und Kulturnachrichten aufzuheben, da – so Christoph Hauser, Programmdirektor von 2005 bis 2012 – die Schnittfläche zwischen beiden Bereichen viel größer sei, als allgemein vermutet werde. So versucht die Sendung Zusammenhänge herauszuarbeiten, die bei einer nur kulturellen oder nur politischen Sichtweise nicht sichtbar werden.
Der Sender ist bekannt für hochwertige Dokumentationen und ein originelles Senderdesign, wofür er zusammen mit seinem Beitrag zur europäischen Integration bereits mehrere Auszeichnungen erhielt. Eine Art „Markenzeichen“ ist der Themenabend: In regelmäßigen Abständen (dienstags und sonntags) wurden einen Abend lang zwei bis vier Fernsehbeiträge verschiedener Genres (Spielfilm, Dokumentationsfilm, Reportage etc.) zu einem bestimmten, meist aktuellen Thema gezeigt, zum Beispiel Überwachung, Google oder Die Silicon Valley Story. Seit 2014 sind die Themenabende am Dienstag vorgesehen. Diese befassen sich hauptsächlich mit wirtschaftlichen, geopolitischen und sozialen Themen. Die Dokumentation 'Mafia und Banken' wurde 2024 nominiert von der International Anti-Corruption Conference (IACC) für das Projekt „Films for Transparency“.
Zusätzlich zeigt Arte jede Woche etwa sechs Spielfilme mit Produktionen des zeitgenössischen Weltkinos, die sich durch künstlerische Originalität und Fantasie auszeichnen. Darunter finden sich auch Filme aus fernen Ländern oder von weniger bekannten Regisseuren sowie Filmklassiker und Stummfilme. Neben den Kinofilmen werden freitagabends und samstagnachmittags Fernsehfilme ausgestrahlt, die zu mehr als drei Vierteln von Arte koproduziert werden. Regelmäßig laufen im Nachtprogramm schrille, provokante und skurrile Trashfilme. Donnerstagabends zur Hauptsendezeit werden europäische und internationale Serien gezeigt. Seine Spielfilme zeigt Arte bis auf wenige Ausnahmen in unveränderter Fassung. Nicht jugendfreie oder kontroverse Beiträge erhalten einen entsprechenden Hinweis zu Beginn. In der deutschen Version von Arte wird beim Zweikanalton der zweite Tonkanal meist zur Ausstrahlung des französischen Tons oder zur Audiodeskription verwendet, während in Frankreich hier grundsätzlich der Originalton Verwendung findet.
Seit mehreren Jahren gibt es das wöchentliche Kurzfilm-Magazin Kurzschluss, das neben Berichten über Festivals und Porträts über Regisseure stets einige Kurzfilme in voller Länge ausspielt. Des Weiteren sind im Programm diverse Kurzfilme zwischen anderen Sendungen platziert. Diese Kurzfilme sind oft nicht im offiziellen Programm, das Fernsehzeitschriften oder auch Arte selbst veröffentlichen, aufgeführt.
Das ebenfalls wöchentliche Magazin Karambolage stellt deutsch-französische Eigenheiten und Kuriositäten auf künstlerische, humorvolle und experimentelle Art und Weise vor.
In den Bereichen Musik, Theater und Tanz überträgt der Sender große Veranstaltungen wie die Folles Journées de Nantes mit klassischer Musik sowie Konzertaufzeichnungen bekannter Dirigenten und Musiker und Aufführungen aus renommierten europäischen Theatern und Opernhäusern. Neben diesen eher klassischen Kulturbeiträgen werden auch Themen behandelt, die eher das jüngere Publikum ansprechen: Freitagabends berichtet das Musik- und Kulturmagazin Tracks über Entwicklungen in verschiedenen modernen Subkulturen, und von 2007 bis Ende 2011 brachte die Musiksendung One Shot Not – Jamsession mit Manu Katché und Alice Tumler Rock-, Pop- und Weltmusikkonzerte im Clubformat auf den Bildschirm.
Mit dem Europa-Magazin Yourope versuchte der Sender sich auch auf die durch das Internet veränderten Mediennutzungsgewohnheiten einzustellen: So versuchte Yourope sein Publikum mit einzubeziehen, indem es dazu einlud, während der Sendung per Videobotschaft Stellung zu beziehen und das Thema nach der Sendung auf der Website des Senders weiter zu diskutieren.
Die deutsche und französische Version von Arte sind zeitlich zum Teil erheblich verschoben, insbesondere im Abendprogramm, da hier den Gewohnheiten der Länder in Bezug auf den Beginn des Hauptabendprogramms (Deutschland 20:15 Uhr, Frankreich 20:40 Uhr oder später) Rechnung getragen wird. Da beide Programme zweisprachig unterlegt sind, kann der Zuschauer, der nur des Deutschen oder Französischen mächtig ist, auch von der zeitversetzten Ausstrahlung profitieren.
Mit dem Arte Journal Junior bietet der Sender seit 2014 am Sonntagmorgen ein 14-minütiges Nachrichtenmagazin für Kinder von 10 bis 14 Jahren. Seit September 2015 gibt es auch in der Woche, also montags bis freitags, eine Ausgabe der Kindernachrichten am frühen Morgen.
2014 startete der Sender Tandem, ein deutsch-französisches Spielfilmprojekt, das mit nordamerikanischen Produktionen konkurrieren sollte. Die ersten Koproduktionen befassen sich mit dem Thema der Kernenergie in dem deutschen Thriller Tag der Wahrheit (Regie: Anna Justice) und der französischen Komödie Mon cher petit village (Regie: Gabriel Le Bomin). 2019 behandelt die deutsch-französische Serie Eden das Thema der Aufnahme von Flüchtlingen in drei europäischen Ländern.
Mit der Saison ARTE Opera startete der Sender 2018 eine digitale Opernspielzeit, die auf ARTE Concert übertragen wird. Das Format zeigt monatlich neue Produktionen großer Opernhäuser Europas, die im Livestream oder als Abrufvideos mit Untertiteln in sechs Sprachen verfügbar sind. An der dritten Opernspielzeit 2020/2021 sind 21 Opernhäuser aus 12 europäischen Ländern beteiligt, die klassische bis zeitgenössische Inszenierungen darbieten.

## Netzauftritt
Seit September 2007 stellt der Sender auf arte.tv und über die Arte-App für Smartphone und Smart-TV sein gesamtes Spektrum in eine Mediathek, zunächst unter dem Namen ARTE+7. Mittlerweile ist die Mehrheit der Videos dort online-exklusiv. Eine Auswahl von Inhalten steht in UHD-Qualität zur Verfügung.

### Arte in sechs Sprachen
Seit November 2015 bietet Arte einige ausgewählte Programminhalte – hauptsächlich Dokumentationen, Magazine und Bühnenkunst – im Netz mit englischen und spanischen Untertiteln an. Das Angebot wird von der Europäischen Kommission kofinanziert, wodurch 70 Prozent der Europäer das Programm in ihrer Muttersprache sehen können. Seit November 2016 gibt es auch eine Auswahl an Programmen mit polnischen Untertiteln. Italienische Untertitel sind seit Juni 2018 verfügbar.

### Arte Concert

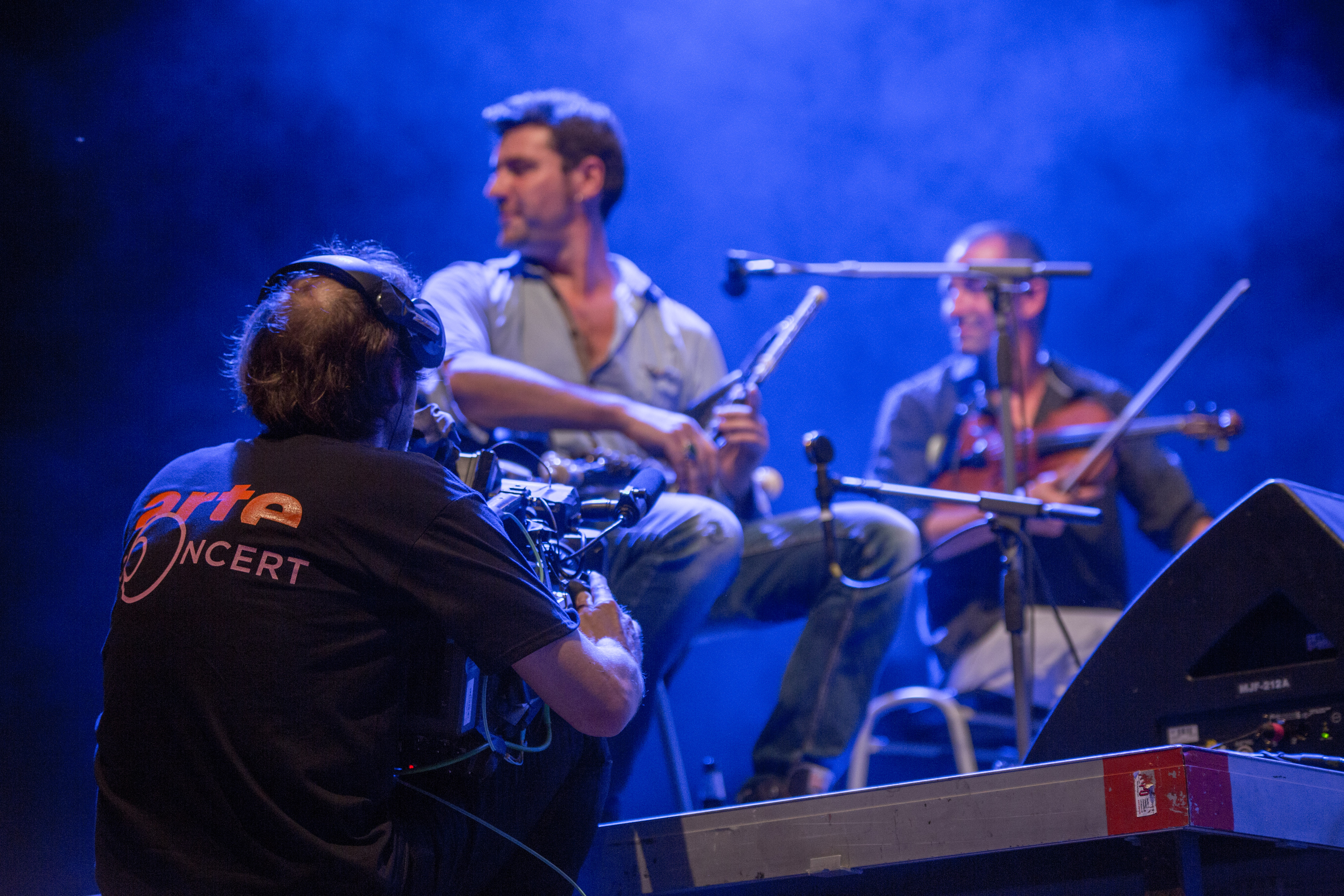
Kameramann bei einem von Arte Concert übertragenen Konzert

Arte Concert (von 2009 bis 2014 Arte Live Web) überträgt eine Auswahl junger und aktueller Bühnenkunst live auf seiner Internetseite. Gezeigt werden Arte-Koproduktionen sowie Mitschnitte und Aufzeichnungen von Arte-Partnern, zu denen neben großen Bühnenhäusern auch freie Truppen, Festivals, unabhängige Künstler, Produzenten und Websites gehören. Das Angebot richtet sich an ein breites Publikum aus Anhängern der lyrischen Kunst, der Rockmusik, des Theaters, der Kammermusik, des Jazz und der Elektromusik. Seit dem Start der Seite Ende Mai 2009 wurden über 2000 Aufführungen, davon die Hälfte live, übertragen. Neben Aufführungen und Konzerten werden im Arte-Live-Web-Portal Reportagen hinter den Kulissen, exklusive Interviews mit den Künstlern und Hauptakteuren der verschiedenen Festivals sowie Auszüge aus Generalproben angeboten. Als Reaktion auf die Schließung aller Veranstaltungsstätten im Zusammenhang mit der COVID-19-Pandemie im Jahr 2020 wurde das Live-Streaming-Angebot United We Stream ins Leben gerufen. Auf diesem werden in Zusammenarbeit mit verschiedenen Kulturschaffenden DJ- und Konzertauftritte aus den leeren Clubs täglich weltweit live gestreamt. Auf Arte Concert werden mehr als 900 Live- und Replay-Shows pro Jahr gezeigt.
2019 geriet Arte in die öffentliche Kritik, als der Sender ein Konzert der umstrittenen Rockband Böhse Onkelz live im Netz übertrug. Die Band spielte auf dem Hellfest in Frankreich das in Deutschland verbotene Stück Der nette Mann, das Arte auch nach Deutschland übertrug. Den Böhsen Onkelz war diese Tatsache vorab bekannt. Arte gab an, erst kurz vor Konzertbeginn die Titelliste erhalten zu haben und dass der Sender deshalb nicht mehr rechtzeitig reagieren konnte. Das Konzert wurde wegen des Vorfalls nicht in die Mediathek übernommen.
Jährlich im Dezember findet das Arte-Kino-Festival statt. Das Online-Filmfestival fördert europäisches Autorenkino und präsentiert Filme junger Regisseure, die in zehn Sprachen und 45 europäischen Ländern abgerufen werden können. Mit der „ArteKino Selection“ ist auf arte.tv jeden Monat ein Film in sechs Sprachen verfügbar.

### Ehemalige thematische Plattformen
Seit 2017 gehen in der Arte-Mediathek die vormals eigenständigen thematischen Plattformen ARTE Creative, ARTE Future, ARTE Info und ARTE Cinema auf. ARTE Concert besteht weiterhin als eigene Marke, integriert in den Internetauftritt von Arte.
Bevor Arte das Programmangebot auf der Mediathekenseite bündelte, existierten verschiedene Plattformen separat voneinander. Dazu gehörte ab April 2013 bis April 2017 Arte Future, auf der wissenschaftliche, technologische, wirtschaftliche, gesellschaftliche und Umwelt orientierte Themen präsentiert wurden.
2011 entstand Arte Creative, ein Magazin, Labor und Netzwerk für zeitgenössische Kultur. 2015 wurde die Plattform zum Innovationslabor. Das Hauptaugenmerk lag auf innovativen, sowohl dokumentarischen als auch fiktionalen Webserien, VR-Projekten, Videospielen und Soziale-Medien-Formaten. Es sollte Raum für Programme bieten, die im traditionellen Programmschema des öffentlich-rechtlichen Fernsehens bis dahin keinen Platz gefunden hatten. Hauptproduzenten der Webserien waren ab 2015 vor allem französische Produktionsfirmen; auf deutscher Seite galt bis 2020 die verpflichtende Programmbindung an einen festen Sendeplatz. Das führte zu einem Übergewicht französischer Formate. Seit dem Neubeginn im Jahr 2018 ist Arte Creative nicht mehr Bestandteil des neu gestalteten Netzauftritts von Arte.
Weitere ehemalige Plattformen waren Arte Info, die ab Oktober 2013 alle Nachrichten- und Informationssendungen vereinte, Arte Cinema, die sich dem cineastischen Schaffen in Europa widmete, und das Magazin Culture Couch, das ab November 2014 ein für Tablets konzipiertes Kulturmagazin war.
Seit 2017 sind alle Inhalte nach Themenrubriken geordnet in der Mediathek zu finden.

## Druckerzeugnisse
Die Fernsehzeitschrift Arte Magazin bietet jeden Monat einen Überblick über das Arte-Programm mit Hintergrundberichten zu den Programmhöhepunkten, Interviews mit prominenten Schauspielern und Regisseuren sowie Buch- und Servicetipps. Elementarer Bestandteil des Hefts ist der ausführliche und komplette Programmteil.
Die Arte Edition umfasst ein umfangreiches Angebot von DVDs mit Spiel- und Fernsehfilmen, Konzerten und Opernproduktionen, Dokumentarfilmen und Dokumentationsreihen. In der französischen Version der sogenannten Boutique finden sich auch Bücher und Videos zum Download.

## Senderlogos

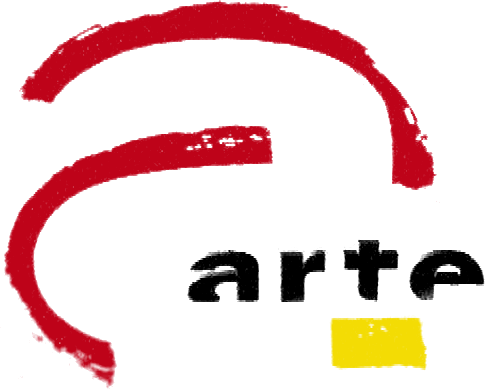
1992–1995
1995–2004
2004–2011
2011–2017
Aktuelles Logo

Das 1992 erschaffene Senderlogo besteht aus dem in Kleinbuchstaben geschriebenen Akronym arte (Association Relative à la Télévision Européenne), bei dem der untere Teil des Schriftzugs abgeschnitten ist. Mit dem neuen Erscheinungsbild im Jahr 1995 wurde das Logo lesbarer, das Akronym rückte in den Vordergrund und die Farbe wechselte zu einem warmen Orangeton. Im Januar 2004 neigte sich das Logo um vier Grad. Von Februar 2011 bis März 2017 präsentierte sich Arte in einer neuen, von einem Team aus europäischen Künstlern und Gestaltern erarbeiteten Senderdesign; für den Bildschirm wurde das Arte-Logo als 3D-Skulptur inszeniert. Bei besonderen Anlässen wird der arte-Schriftzug auch mit einem Trauerflor versehen. Seit 25. März 2017 wird das On-Air-Senderlogo in senkrechter Ausrichtung (um 90 Grad nach links gedreht) verwendet. Das Logo wird außerdem als eine Art Magnet verwendet, der die anderen grafischen Elemente anzieht. So werden beispielsweise Konfetti zu einer Europakarte zusammengezogen, ähnlich Eisenspänen, die sich in einem Magnetfeld ausrichten. Die britische Agentur The Partners, heute Superunion, hat die grafische Identität unter der Federführung der künstlerischen Leiter Stuart Radford und Graeme Haig, entwickelt.

## Marktanteile
Arte hat in Frankreich einen höheren durchschnittlichen Marktanteil (3,0 Prozent) als in Deutschland (1,3 Prozent; Stand jeweils 2024), wobei der Sender in Deutschland einer wesentlich härteren Konkurrenz ausgesetzt ist als in Frankreich, wo es lange nur sieben frei empfangbare analoge Fernsehsender gab – dort fehlte insbesondere die Alternative an kulturspezifischen Programmen, die auf deutscher Seite vor allem 3sat abdeckt. Durch die Einführung des digitalen terrestrischen Fernsehens TNT im April 2005 hat Arte seine Sendezeiten dort ausgeweitet, trifft hingegen zugleich auf mehr Wettbewerber und verzeichnete in Frankreich leichte Quoteneinbußen.
2015 lag der Marktanteil des Senders in Deutschland bei einem Prozent, was einer Reichweite von neun Millionen Zuschauern entspricht. In Frankreich hatte Arte 2014 zwei Prozent Marktanteil und erreichte damit rund zwölf Millionen Zuschauer. 2015 stiegen die französischen Zuschauerzahlen um 10 Prozent (2,2 Prozent Marktanteil). In Deutschland blieben die Quoten stabil, 2008 lag der Anteil dort noch bei 0,6 Prozent.
Den bisherigen Zuschauerrekord in Deutschland erreichte Kai Wessels Fernsehfilm Die Flucht mit 2,47 Millionen Zuschauern.
Für Arte gewinnt das Netz als Vertriebsweg an Bedeutung; 2024 wurden die Videos insgesamt 2,7 Milliarden Mal auf den Seiten des Senders, über die Mediathek und auf den Social-Media-Kanälen angeschaut, ein Anstieg von 20 Prozent im Vergleich zum Vorjahr. Im Jahr 2024 verzeichneten die Inhalte von Arte Concert insgesamt 127 Millionen Videoaufrufe.

## Auszeichnungen
Im Jahr 2001 wurde die Arte-Redaktion mit dem Förderpreis der Carlo-Schmid-Stiftung und 2002 mit dem Deutschen Kritikerpreis ausgezeichnet. 2014 erhielt Arte den Adenauer-de Gaulle-Preis und wurde damit für die Verdienste um die deutsch-französische Freundschaft und um die Konstruktion einer gemeinsamen europäischen Öffentlichkeit geehrt.
Zahlreiche Arte-Produktionen und Koproduktionen wurden mit wichtigen internationalen Preisen ausgezeichnet.
Beim Grimme-Preis 2019 erhielt Arte die „Besondere Ehrung“ des Deutschen Volkshochschul-Verbandes, unter anderem, weil den Programmverantwortlichen „Bildungsfernsehen im besten Sinne“ gelinge und der Sender „Publikumsinteresse auch für komplexe Fragen“ wecke und „für Themen, die medial ansonsten nicht im Fokus stünden“.